# Kubaduvhök
Kubaduvhök (Astur gundlachi) är en fågel i familjen hökar. Den är en av Kubas endemiska arter och klassificeras som starkt hotad.

## Utseende och läte
Kubaduvhök är en mellanstor skogslevande rovfågel, 43–51 centimeter i kroppslängd. Den adulta höken är mörkt gråblå ovan, med svartaktig hätta och rödbandad ljus undersida och stjärten är tydligt rundad i flykten. Ungfågeln är brun ovan och blekare under med mörk längsstreckning. Den liknande arten amerikansk sparvhök (Accipiter striatus) är mindre och dess stjärt ser tvärt avskuren ut i flykten. Lätet är ett högljutt "kek-kek-kek...".

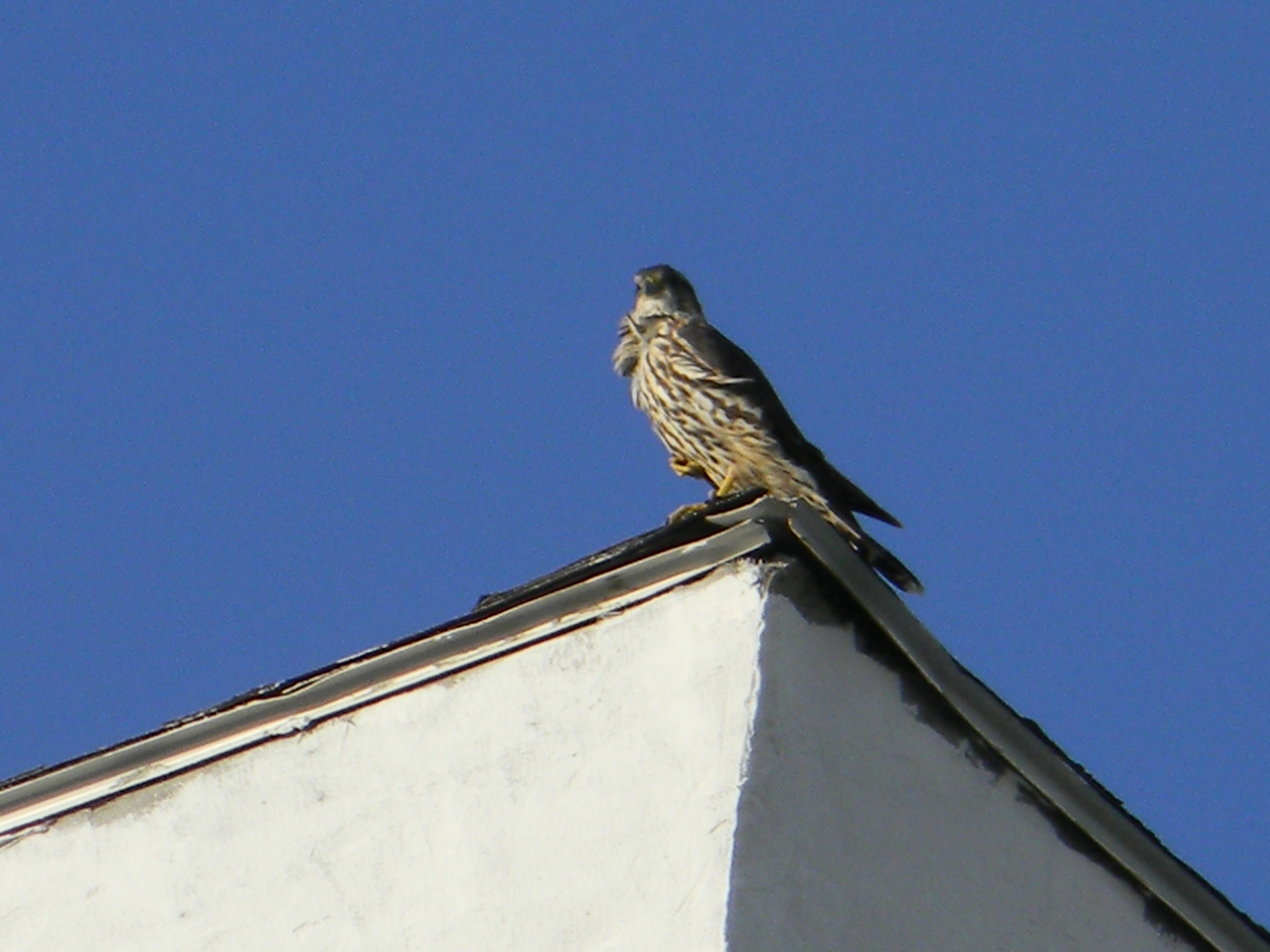
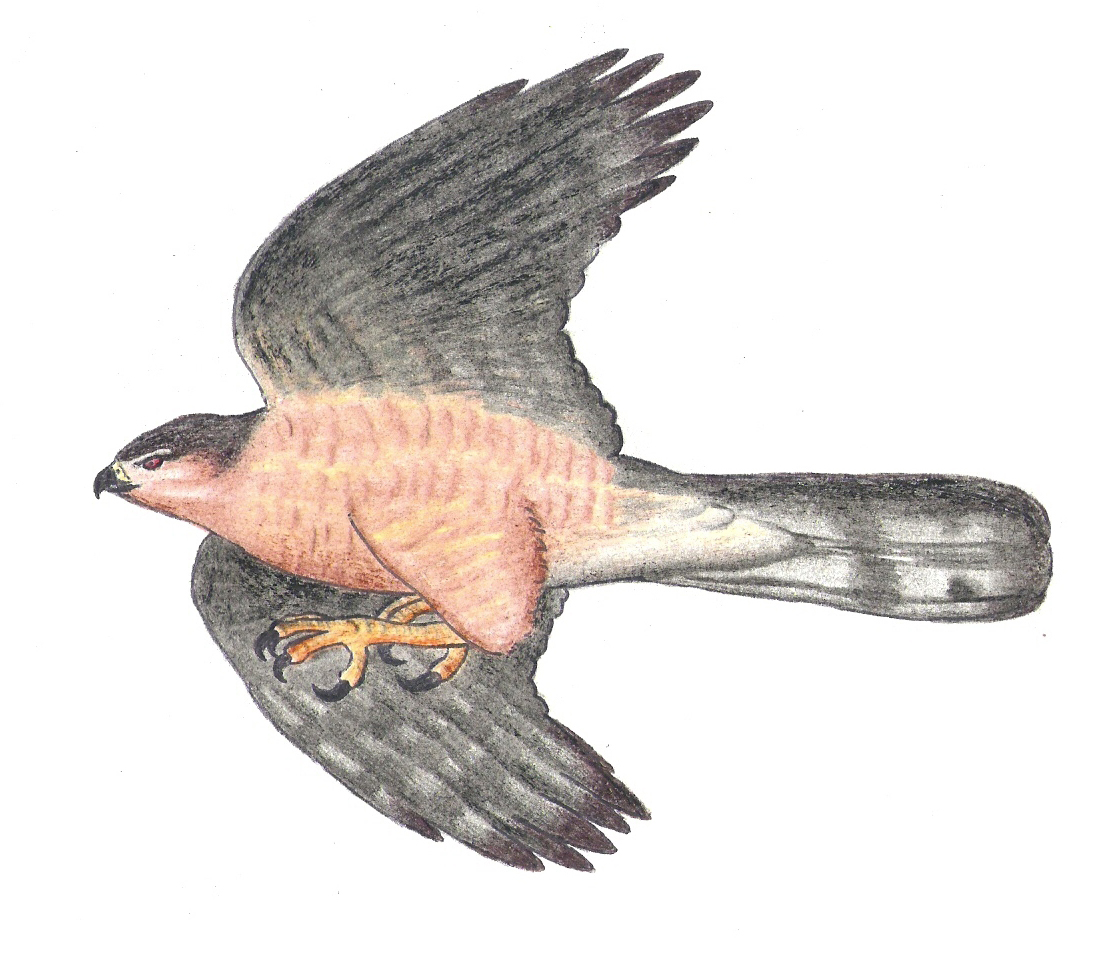

## Utbredning och systematik
Kubaduvhök finns enbart på Kuba, tidigare spritt förekommande men nu enbart i fem isolerade områden. Större delen av populationen finns huvudsakligen på östra halvan av ön. Den delas in i två underarter med följande utbredning:
- Accipiter gundlachi gundlachi – västra och centrala Kuba
- Accipiter gundlachi wileyi – östra Kuba

### Släktskap
Genetiska studier visar att kubaduvhök är närmast släkt med trastduvhök (Accipiter cooperi) och tvåfärgad duvhök (A. bicolor), i en grupp där bland annat även duvhöken ingår (A. gentilis). DNA-studierna visar vidare att denna grupp faktisk står närmare kärrhökarna i Circus än typarten för Accipiter, den europeiska sparvhöken (A. ninus). För att kärrhökarna ska kunna behållas i ett eget släkte delas därför Accipiter delas upp i flera mindre släkten, däriblamd Astur.

## Ekologi och föda
Kubaduvhök återfinns i flera olika skogsmiljöer upp till 800 m ö.h., både fuktiga och torra lövskogar liksom tallskog. Den häckar vanligen 19–25 meter upp i ett träd. Födan består nästan enbart av fåglar. Fågeln har relativt stora fötter, vilket gör att den kan ta så stora byten som kubaamazon, kubaparakit, duvor och vaktlar.

## Status och hot
Kubaduvhök har kategoriserats som starkt hotad av IUCN sedan 1994, på grund av den lilla och fragmenterade populationen. De senaste fem åren har populationen stabiliserats och uppgår nu till 400 individer, varav 270 är adulta. I framtiden kan därmed kubahök nergraderas till sårbar. Kubaduvhök hotas av skogsavverkning; den är beroende av träd för att häcka och för att smyga på byten. Kubahök uppfattas också som ett hot av djurhållare och jagas.

## Namn
Fågelns vetenskapliga artnamn hedrar Johannes Christoph Gundlach (1810–1896), efter 1876 Juan Cristóbal Gundlach, tysk ornitolog, entomolog samt boende på Kuba 1839-1896.